# Santo Sínodo da Igreja Ortodoxa Russa

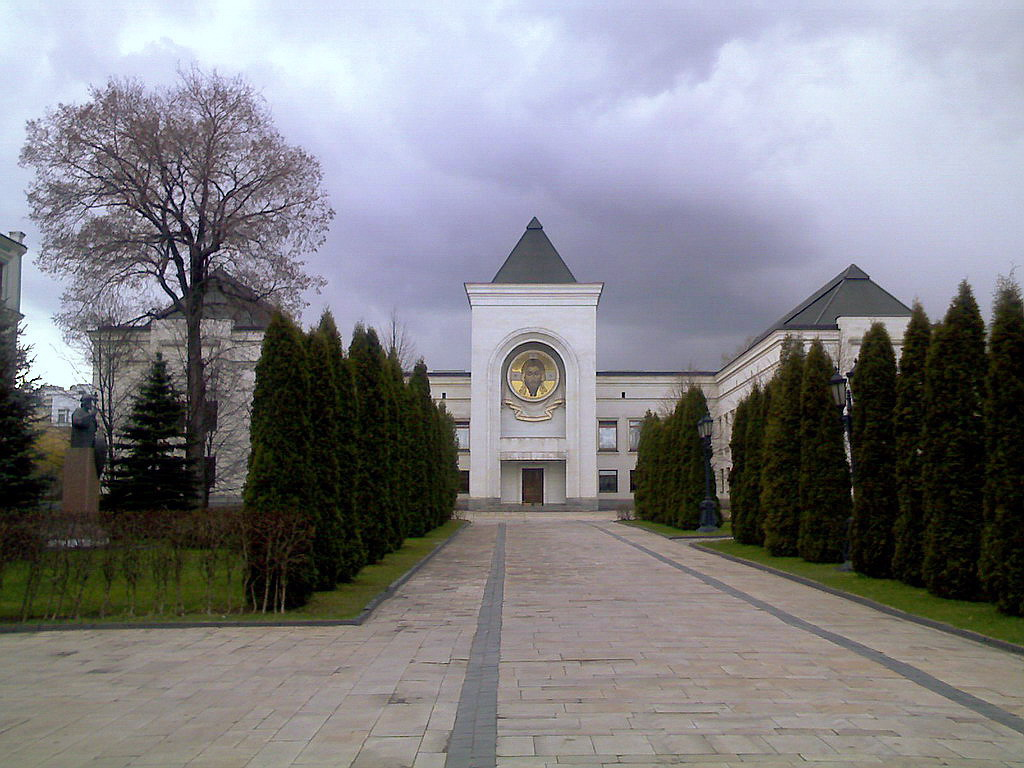
Edifício da Residência Patriarcal e Sinodal no Mosteiro de Danilov

O Santo Sínodo da Igreja Ortodoxa Russa (em russo:  Священный синод Русской православной церкви, transl. Sväščenný sinod Russkoj pravoslavnoj cerkvi) serve por estatuto da Igreja como o órgão administrativo supremo da Igreja Ortodoxa Russa nos períodos entre os Concílios Episcopais. Foi criado após a Revolução de Outubro para substituir o dissolvido Santo Sínodo Governante.

## Membros

### Presidente
- Cirilo - Patriarca de Moscou e Toda a Rússia.

### Membros Permanentes

#### Por Cátedra
- Onúfrio Berezovski - Metropolita de Kiev e Toda a Ucrânia;
- Paulo Ponomarev – Metropolita de Krutitsi e Kolomna;
- Varsonófio Sudakov – Metropolita de São Petersburgo e Ladoga;
- Benjamin Tupeko – Metropolita de Minsk e Slutsk, Exarca Patriarcal de Toda a Bielorrússia;
- Vladimir Cantareano – Metropolita de Chișinău e Toda a Moldávia;
- Alexandre Mogilev – Metropolita de Astana e Cazaquistão;
- Vicente Morar – Metropolita da Ásia Central.

#### Ex-ofício
- Dionísio Porubai – Metropolita de Voskresenski, Primeiro Vigário do Patriarca de Moscou e Toda a Rússia, Administrador dos Assuntos do Patriarcado de Moscou e Secretário do Sínodo;
- Antônio Sevriuk – Metropolita de Volokolamsk, Vigário do Patriarca de Moscou e Toda a Rússia, Presidente do Departamento de Relações Externas da Igreja do Patriarcado de Moscou.